# Гляциоизостазия

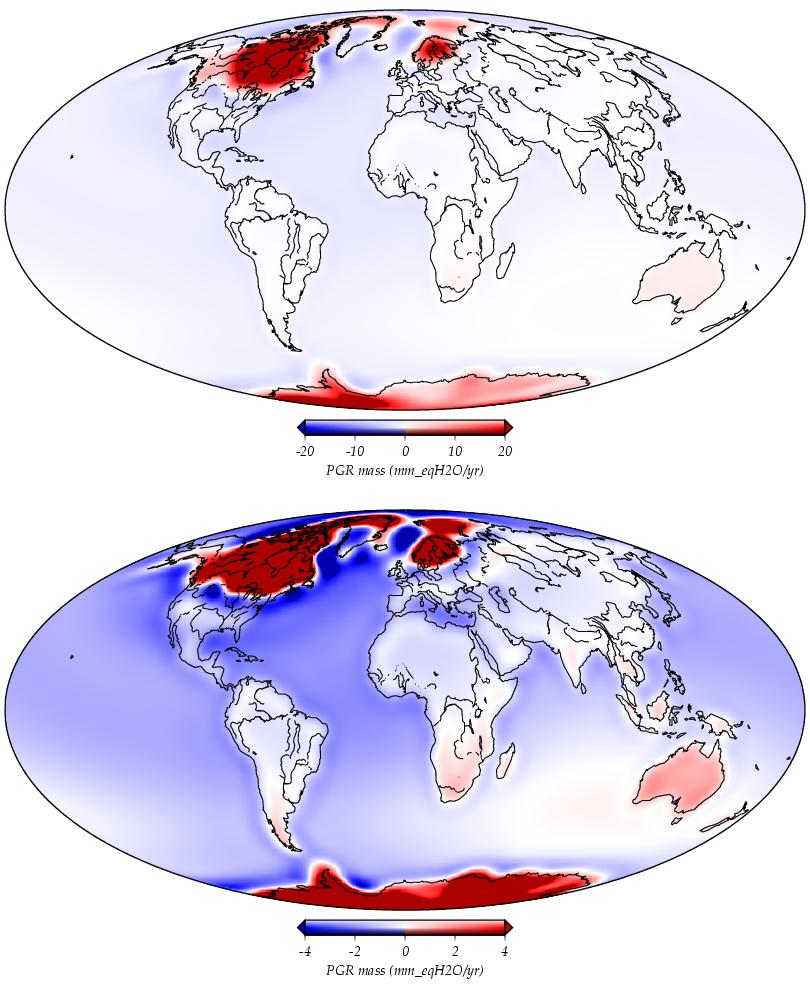
Модель динамики современного рельефа поверхности. Красные области поднимаются из-за удаления ледяных покровов. Синие области опускаются из-за повторного заполнения океанических бассейнов.

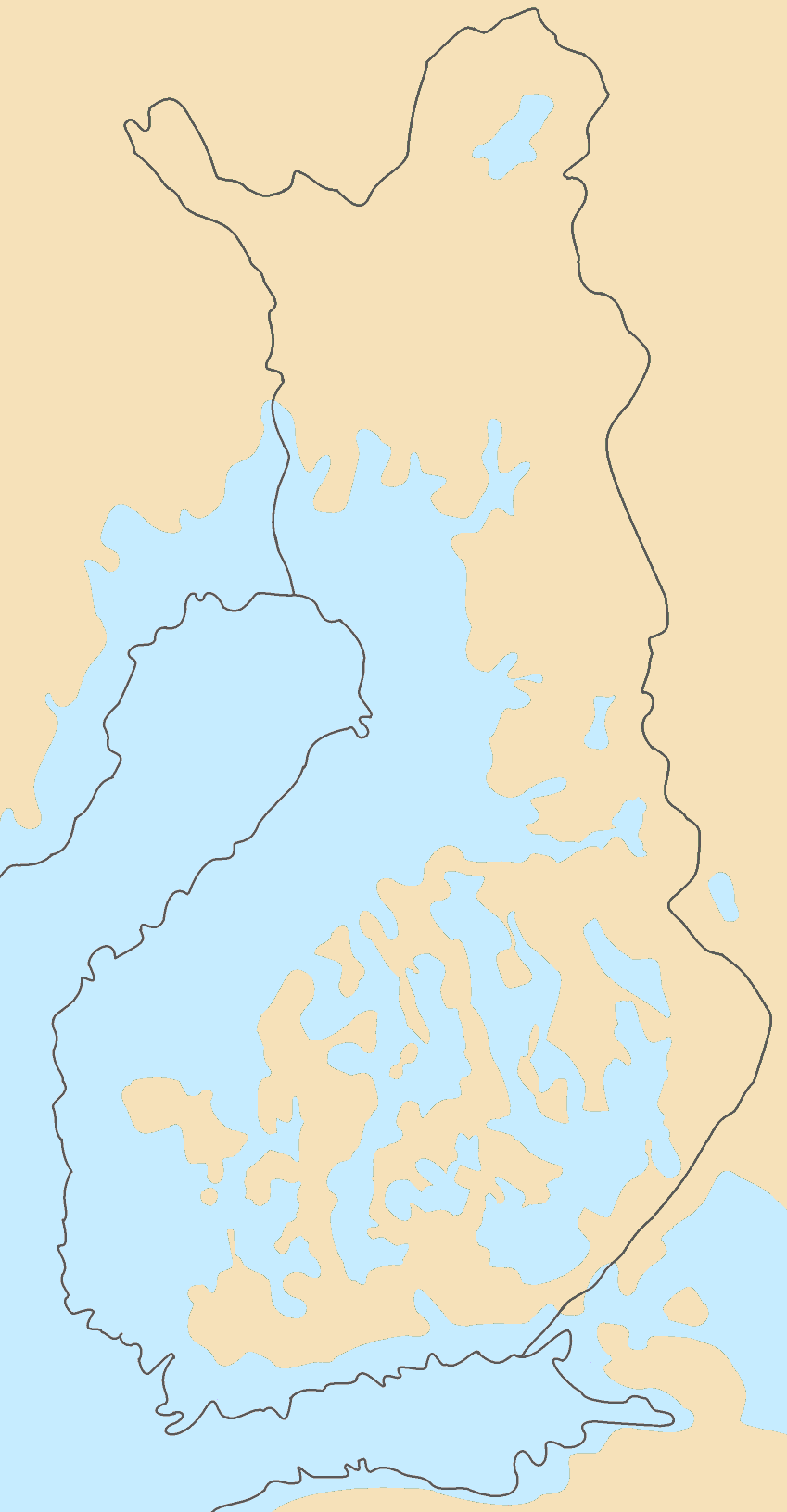
Большая часть территории современной Финляндии несколько тысяч лет назад находилась ниже уровня моря. Голубой цвет — вода, бежевый цвет — суша, внешний чёрный контур — современные очертания.

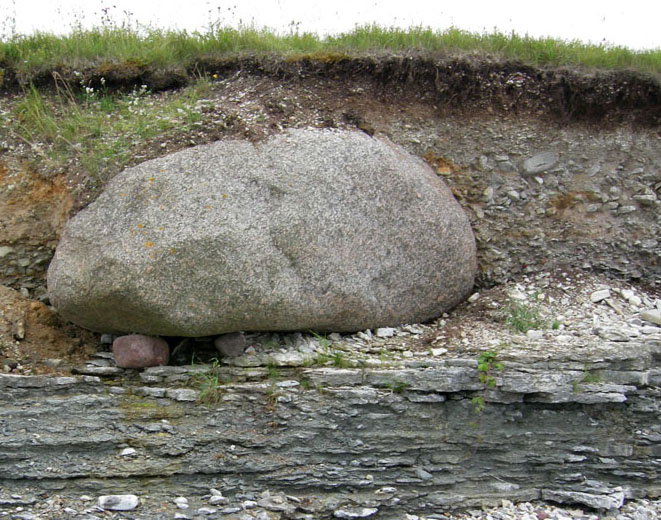
Разрез ледниково-морских отложений, в котором видно, что эрратический валун залегает на пляжевых осадках. Остров Сааремаа, Эстония (июль 2007).

Гляциоизостазия (от лат. glacies — «лёд», др.-греч. ἴσος — «равный», «одинаковый» и στάσις — «состояние») — вертикальные, горизонтальные и наклонные движения земной поверхности на территориях древнего и современного оледенения. Опускания и поднятия часто больших по площади участков суши и континентальных шельфов являются следствием нарушения изостатического равновесия земной коры при появлении и снятии ледниковой нагрузки. Явление проявляется на севере Европы (особенно в Шотландии, Фенноскандии и северной Дании), в Сибири, в Канаде, в районе Великих озёр в Канаде и США, в части Патагонии и в Антарктиде. Исторически подъём суши был замечен раньше, и скорости перемещения, особенно сразу после снятия ледовой нагрузки, тут намного больше. Зоны опускания земной коры тоже есть, но большей частью расположены на материковом шельфе.

## Общие сведения
Согласно современным представлениям, дополнительная и весьма весомая нагрузка, связанная с покровным оледенением, вызывает горизонтальное растекание подкоровых масс из области оледенения к её периферии. Это происходит в астеносфере — слое пониженной вязкости, который располагается на глубинах от 50 до 350 км. Снятие ледникового стресса вызывает обратное движение подкоровых масс.
Согласно геофизическим данным, земная кора под внутренними частями Антарктического и Гренландского ледниковых покровов изостатически прогнута на величину, равную 1/3—1/4 толщины налегающего льда. В настоящее время также установлено, что и дегляциация Британских островов, Скандинавского полуострова, Канады, шельфа Баренцева моря и многих других областей сопровождалась интенсивными компенсационными поднятиями, которые в ряде случаев продолжаются и сейчас. Голоценовые поднятия свойственны и периферийным областям современного покровного оледенения Антарктиды и Гренландии.
Модели, созданные на основании данных о толщине древнеледниковых покровов и отношении плотностей льда и астеносферы, показывают, что амплитуды плейстоценовых гляциоизостатических колебаний могут достигать больших значений
Голоценовые морские террасы в древнеледниковых областях часто поднимаются до 100—150 м выше соответствующего уровня моря. На берегах же Гудзонова и Ботнического заливов береговые линии достигают 285 м, хотя, как сейчас полагают, в них запечатлена лишь часть поднятий, которые все ещё продолжаются. Наконец, свидетельствами гляциоизостатических колебаний земной коры служат и следы поздне- и послеледниковых трансгрессий, то есть морские отложения, перекрывающие осадки последнего оледенения, как и, напротив, ледниковые отложения, залегающие непосредственно в морских осадках. Часто можно видеть сложно построенные «сэндвичи» из ледниково-морских и ледниковых отложений.

## История исследований

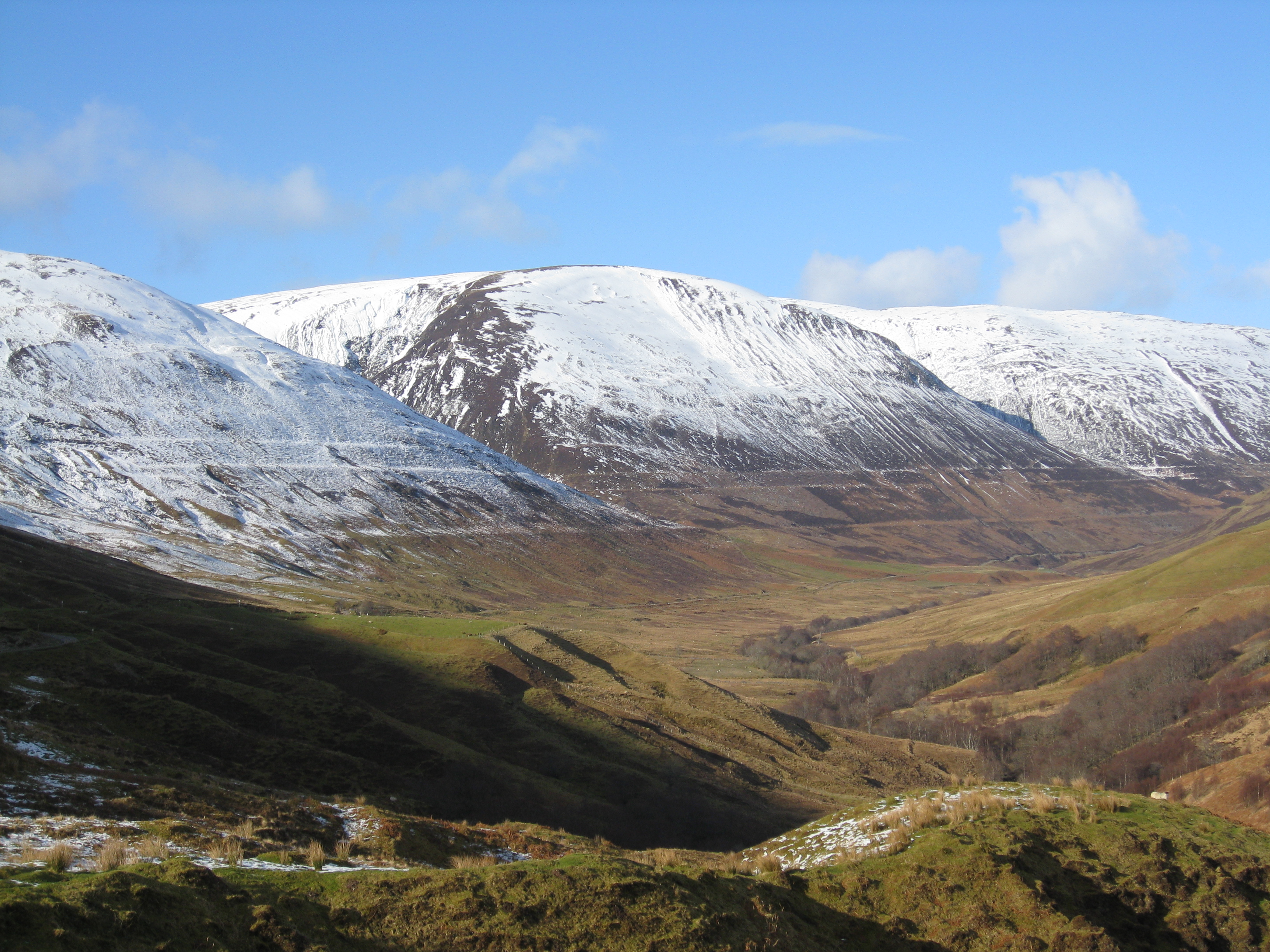
Знаменитые «параллельные дороги Глен Рой», одну из первых научных статей которым посвятил юный Чарльз Дарвин. Верхняя хорошо видимая береговая линия поднимается до отметки 350 м, и нижняя — 260 м. Фото сделано 10 марта 2009 года, горная Шотландия.

До XVIII века в Швеции считалось, что море отступает от берега. Шведский учёный Урбан Йэрне (швед. Urban Hjärne) (1641—1724) опубликовал в 1706 году исследование, касающееся уровня Балтийского моря. Также епископ Финляндии Эрик Соролайнен (о. 1546—1625) описал это явление. Шведский астроном Андерс Цельсий в 1731 году в городе Евле сделал отметки на прибрежном камне, с целью отследить уровень моря, и оценил скорость его изменения 1 метр в столетие. Но Цельсий ошибочно предположил, что причина этого явления — испарение воды. В 1765 году можно уже было сделать вывод, что не море отступает, а суша приподнимается. Другое известное документальное свидетельство, касающееся подъёма суши, тоже из Швеции от 1491, где жители одного города жалуются градоначальнику на отступающий берег и обмеление водных путей. Требовали построить город поближе к морю, и это было сделано.
Жан Луи Агассис (1807—1873) одним из первых исследователей опубликовал теорию ледникового периода, которая ускорила темпы исследований, касающихся подъёма суши. Шотландский учёный Томас Джеймисон (англ. Thomas Francis Jamieson) (1829—1913) создаёт в 1865 гляциоизостатическую теорию о подъёме суши как следствия ледникового периода. Когда благодаря развитию геологии накопилось больше данных об условиях ледникового периода, стало ясно, что причиной подъёма суши является восстановление изостатического равновесия после таяния фенноскандинавского ледяного щита примерно 11 000 лет назад в конце последнего ледникового периода. Герхард де Геер (1858—1943) исследовал старые береговые линии и опубликовал в 1890 исследование «Изменения уровня моря в Скандинавии в четвертичный период» и предложил общую карту подъёма суши для Фенноскандии и Северной Америки.

## Последствия
Ряд прибрежных портов Финляндии, таких, как Торнио, Пори (ранее Улвила, сейчас пригород Пори), был перемещён по нескольку раз. Географические названия тоже свидетельствуют об отступлении моря: названия пунктов, далёких от берега и часто вовсе не имеющих выхода к воде, содержат слова остров (saari), мыс (niemi), шхера (luoto), коса (kari), пролив (salmi), залив (lahti), протока (oja). Например, Оулунсало раньше был островом в устье реки Оулуйоки, часть города Koivukari была «берёзовой шхерой», Santaniemi — «песчаным мысом», протока Salmioja — «проливом» Salonsalmi
В Великобритании от оледенения сильнее пострадала Шотландия, которая поднимается, а Южная Англия, наоборот, опускается. Соответствующее движение магмы вызывает опускание южной половины острова. Это приводит к повышенному риску наводнений, в частности, в районах, прилегающих к нижней Темзе. Наряду с повышением уровня моря, вызванным глобальным потеплением, это скорее всего, может серьёзно поставить под угрозу эффективность Барьера Темзы, — сооружения защиты Лондона от наводнений, примерно после 2030 года.
То же явление наблюдается в Голландии, — распрямление земной коры и подъём её в Швеции приводит к опусканию голландского побережья.
Сочетание горизонтального и вертикального движения меняет наклон поверхности. То есть не всегда затопление побережья означает только опускание суши. Великие озёра в Северной Америке находятся приблизительно на границе между областями подъёма и опускания суши. Верхнее озеро раньше было частью гораздо большего озера вместе с озёрами Мичиган и Гурон, но послеледниковый подъём суши разделил три озера около 2100 лет назад.
Сегодня на юге береговой линии озёра продолжают затапливать побережье, в то время как северные береговые линии поднимаются. Просто северное побережье поднимается намного быстрее южного, и наблюдается эффект наклоняемой чаши.

## Современные исследования
С начала изостатического выравнивания древние береговые линии оказываются выше нынешнего уровня моря в районах, которые были когда-то под ледниковыми толщами. С другой стороны, места на периферии ледника были приподняты во время оледенения и в настоящее время продолжают опускаться. Поэтому древние пляжи находятся ниже нынешнего уровня моря. «Относительные данные об уровне моря», которые строят из данных роста и возраста древних пляжей по всему миру, говорят нам, что скорость ледниковых изостатических изменений была максимальной в конце оледенения.
Помимо сохранения морских форм рельефа, которые указывают на их послеледниковый возраст, а также скелетов морских животных на больших относительных высотах, привязанных к новейшим береговым линиям, ареалы областей, где были закартированы приподнятые береговые линии, в целом соответствовали установленным уже тогда границам древних оледенений. Позднее с помощью точных геодезических измерений было установлено, что эти поднятые береговые линии (террасы) имеют закономерные наклоны, а профили, проведённые через одинаково приподнятые и одновозрастные береговые линии, обрамляют области максимальной аккумуляции льда времени последнего оледенения. Специальные гравитационные измерения показали отрицательные аномалии силы тяжести как в Скандинавии, так и в Северной Америке, что безусловно указывает на отсутствие равновесия в земной коре после удаления мощной нагрузки ледниковых покровов. В основном именно эти наблюдения подтвердили реальность явлений гляциоизостазии, то есть чуткой реакции вертикальных движений земной коры на геологически быстрое появление и, по-видимому, ещё более быстрое «исчезновение» мощных и тяжёлых ледниковых щитов, подобных современным Антарктическому и Гренландскому.
Современное состояние в северной части Европы контролируется сетью GPS под названием Бифрост Результаты данных GPS показывает пиковую скорость около 11 мм / год в северной части Ботнического залива, но скорость поднятия уменьшается при приближении к пределам бывшего оледенения, и за этими пределами становится отрицательной.